# 오다이바

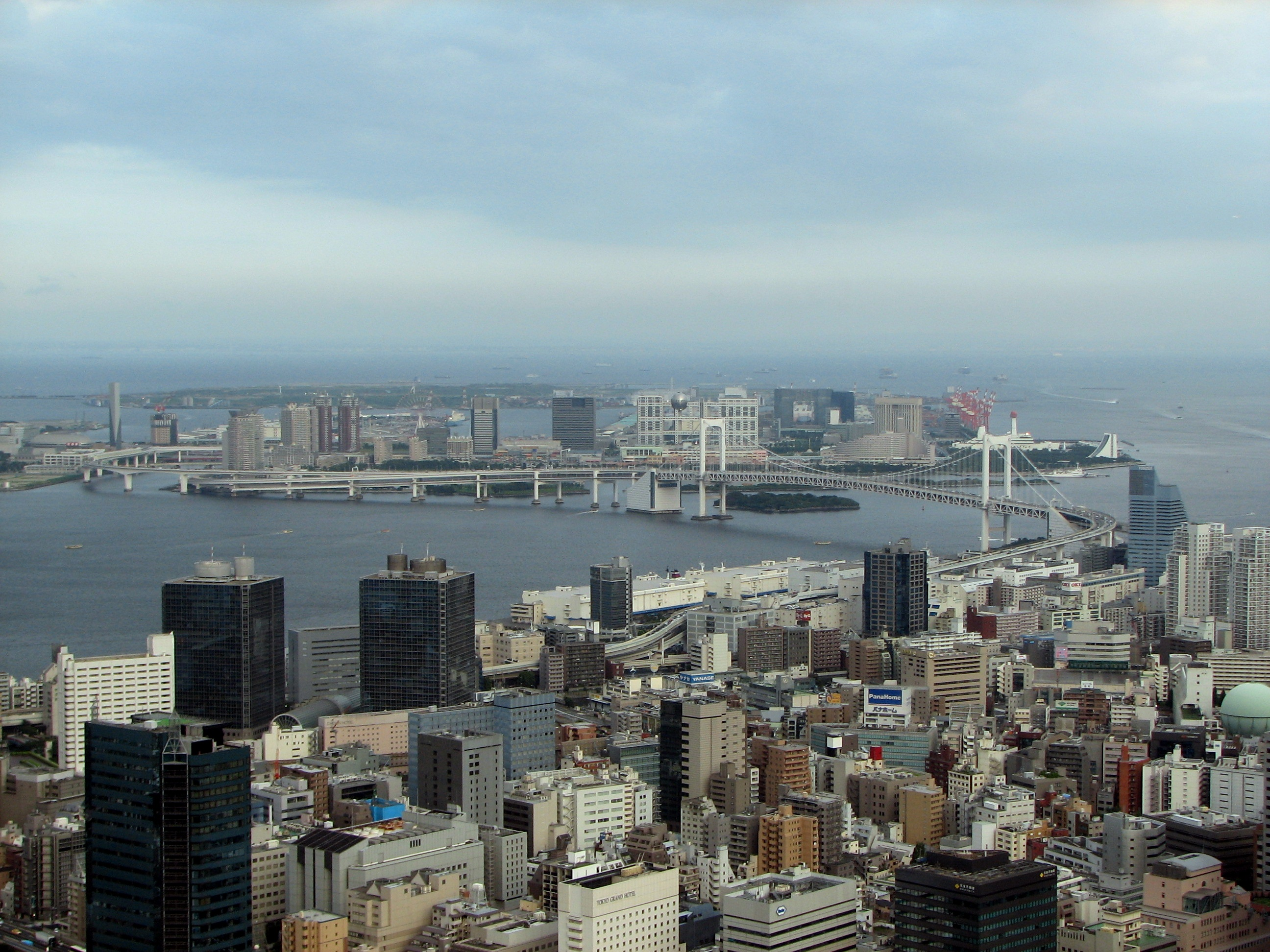
도쿄 타워에서 본 오다이바

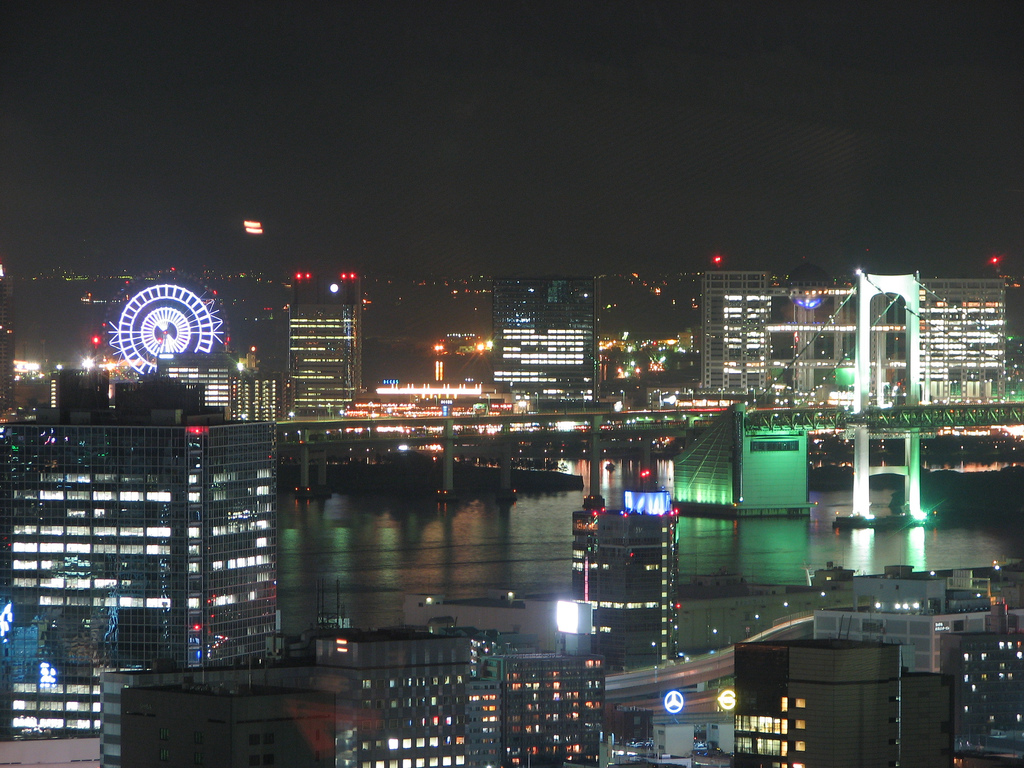
오다이바의 야경

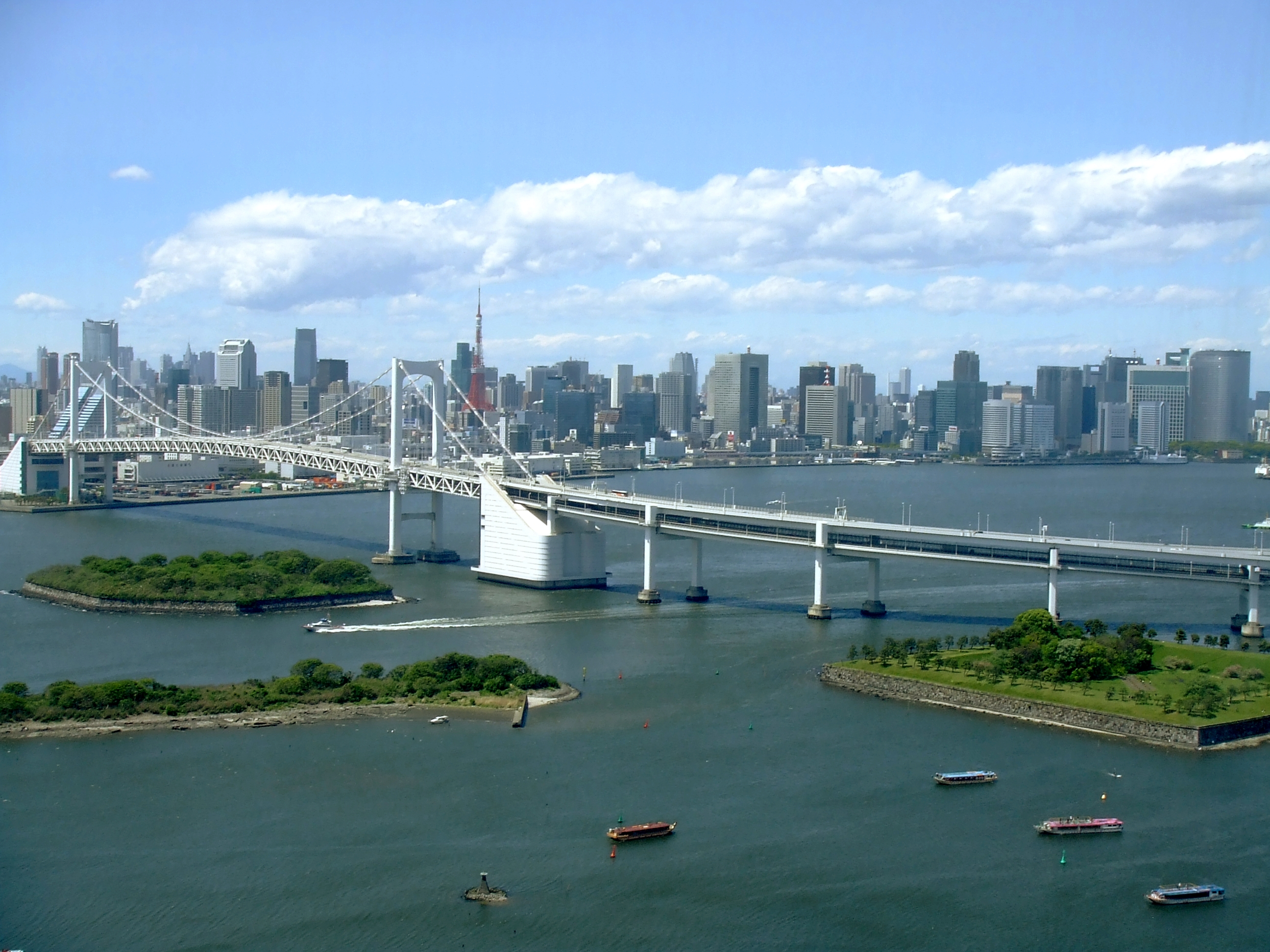
제3다이바와 레인보우 브리지

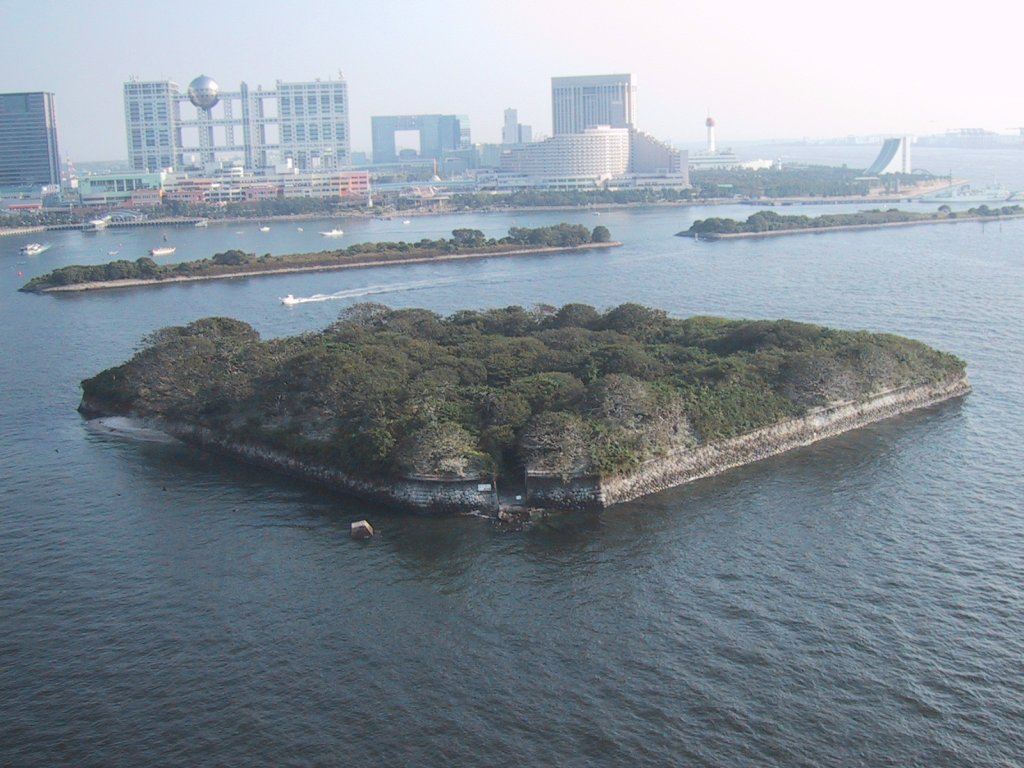
제6다이바

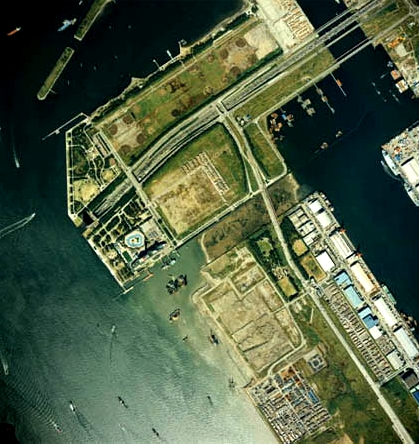
1989년 항공사진에서의 오다이바, 공터가 많이 있다. 현재 모습을 띠게 된 것은 1996년 무렵이다.〈일본국토교통국〉

오다이바(일본어: お台場)는 일본 도쿄도 미나토구 다이바에 있는 지역이다. 다이바 1정목부터 다이바 2정목으로 구성되어 있다. 미나토 구의 인구조사에 의하면 지역 인구는 2008년 4월 1일 기준 5,172명이다. 다이바를 나타내는 우편번호는 135-0091이다. 넓게는 시나가와구 히가시야시오, 고토구 아오미를 아울러는 지역도 포함하여 오다이바라고 부르기도 한다. 이 지역은 도쿄 임해부도심의 일부이다. 도쿄의 주요 관광지역 중의 하나로 많은 유락시설이 있으며, 매해 관광객들로 붐비는 곳이기도 하다.

## 역사

### 에도 시대
1853년 페리 제독의 미함대가 내방해 에도 막부에 문호개방을 요구하였다. 이에 위협을 느낀 막부는 에도 주변을 방어하기 위해 서양식 해상포대인 다이바를 건설하였다. 포대는 1854년 두 번째 페리 제독이 내방할 때까지 일부 완성하였고, 시나가와 다이바(品川台場)라고 불리었다. 오다이바라고 불린 것은 막부에 경의를 표하기 위해 다이바라는 말을 높여 부르는 말이다.
페리의 함대는 메구로강까지 왔지만, 완성된 다이바(해안포대)의 영향으로 요코하마로 물러갔다. 그리고, 그곳에 상륙하였다. 다이바는 정사각형과 오각형으로 된 포대로 제1다이바에서 제7다이바 또는 메구로 강의 고텐산 아래의 다이바까지 합하여 8기의 다이바가 건설되었다. 단, 그 중 제7다이바는 미완성이다.
2번의 문호개방 요구에 막부는 시나가와 다이바의 건설을 서둘지만, 결국 이들 다이바에서는 한번도 포문을 열지 못한 채 막부는 문호를 개방하였다.

### 메이지 시대이후
- 1875년(메이지 8년) 해상 7곳의 다이바가 육군성 소관으로 이첩되었다. 1890년을 전후하여 도쿄만 요새의 건설이 시작되자 다이바의 중요도는 떨어졌고, 이후 다이바는 차례차례 매각되었다.
- 1878년 행정구역상 해상 7곳의 다이바는 시바구에 소속되었어 각 번지를 부여받는다. 1915년을 전후하여 다이바의 명칭이 시라카이 포대(品海砲台)로 변경되었다.
- 1912년(다이쇼 원년) 제4다이바가 민각에 매각되어 조선소로 바뀌었다.
- 1915년(다이쇼 4년) 제3, 제6다이바가 도쿄시에 매각되어 사적공원으로 정비되었다.
- 1917년(다이쇼 6년) 제1다이바가 민간에 매각되었다.
- 1928년(쇼와 3년) 제3다이바가 도쿄 시에서 정비하여 다이바 공원으로 시민에 개방하였다.
- 1934년(쇼와 9년) 제2, 제5다이바가 도쿄 시에 매각되었다.
- 1939년(쇼와 14년) 제4다이바가 새로 완성된 매립지(현재 시나가와구 히가시시나가와)에 매몰되어 사라졌다.
- 1941년(쇼와 16년) 도쿄 항이 개항하였다.

### 태평양 전쟁이후
- 1947년(쇼와 22년) 3월 15일 시바구, 아자부구, 아카사카구가 합병되어 미나토구로 되었다. 다이바 지구는 도쿄도 미나토구 시바시나카이 포대로 명칭이 변경되었다.
- 1955년(쇼와 30년) 옛 제4다이바 토지가 미나토구에서 시나가와구로 변경되었다.
- 1957년(쇼와 32년) 8곳의 다이바 중 유일하게 육지에 건설된 고텐산 다이바가 철거되었고, 그 자리에 다이바 소학교가 개교하였다.
- 1961년(쇼와 36년) 선박의 항로를 방해하는 제2다이바가 철거되었다.
- 1962년(쇼와 37년) 제5다이바가 새로 완성된 매립지(현재 미나토구 고난)에 매몰되어 사라졌다.
- 1963년(쇼와 38년) 제1다이바가 새로 완성된 매립지(현재 미나토구 고난)에 매몰되어 사라졌다.
- 1965년(쇼와 40년) 제7다이바가 철거됨에 따라 제3, 제6다이바 이외의 모든 다이바가 사라졌다. 덧붙여 제7다이바는 미완성인채 수면하에 수몰된 상태로 남아 있다.
- 1965년(쇼와 40년) 3월 1일 미나토구 시바 시나카이 포대(제3, 제6다이바)가 고난 5정목이라는 주소로 바뀌었다.
- 1979년(쇼와 54년) 도쿄 항 해저를 굴삭하였고, 이때 나온 흙을 매립하여 13호 매립지를 조성하였다. 이 후 매립지 북부는 막부가 축조했던 다이바를 따와 오다이바로 불렀다. 매립지가 완성될 당시에는 도쿄도 어느 구에도 속하지 않았지만, 그 후 북부는 미나토구, 서부는 시나가와구, 남부는 고토구로 각각 귀속되었다.

### 해안개발
도쿄도는 1980년대부터 도심의 혼잡을 완화하기 위해, 도쿄 임해부도심으로 해안개발을 진행했다. 레인보우 브리지의 건설과 세계도시박람회의 개최 예정이유로 기업유치를 유도하였다.
- 1995년(헤세 7년) 도쿄 도는 세계도시박람회의 개최 중지를 결정하였다. 이에 따라 기업유치도 부진했으며, 이전을 추진하던 기업들의 취소가 계속되었다. 또, 도쿄 텔레포트 센터, 도쿄 임해부도심건설, 다케시바 지역개발 등, 이 지역을 중심으로 사업을 추진하던 도쿄 도 와 민간자본의 합작 기업들이 큰 손실을 보았고, 사실상 사업을 중단하였다.
- 1996년(헤세 8년) 임해부도심 개발에 따라 이 지역에 미나토 구 다이바 새로운 명칭인 부여되었다. 이에 따라 제3, 제6다이바의 주소도 미나토 구 다이바 1정목으로 변경되었다.
- 1997년(헤세 9년) 후지 테레비가 신주쿠구 가와다정에서 이전하였다. 또, 이해 방영된 동 방송국 TV드라마 《춤추는 대수사선》등의 영향으로 오다이바의 지명도가 상승하였고, 2002년 철도 노선인 린카이선의 전구간 개통으로 상업시설뿐만 아니라 주거시설과 태마파크가 연이어 들어섰다. 게다가 도쿄 도지사 이시하라 신타로가 카지노 구상을 언급하였고, 이 때문에 다시 한번 주목받았다.
- 2004년(헤세 16년) 오다이바 해안에 참게의 생식이 확인되었다.
- 2007년(헤세 19년) 수도고속도로 연안선의 13호지 출입구가 임해부도심출입구로 개명되었다.

## 13호 매립지의 귀속
13호 매립지는 미나토 구, 시나가와 구, 고토 구로 분할되어 있다. 관리구역의 결정은 예전의 관례와 교통상의 접근성을 고려하여 분할된 것이다. 이를 둘러싸고 3개구가 한치의 양보가 없어 1982년 10월에 나온 조정안에 따라 분할되었다.
중앙방파제내측매립지, 중앙방파제외측매립지, 신해면처분장의 관할구역을 둘러싼 문제는 분쟁조정에 걸려있다.

## 잠정시설의 폐쇄
도쿄 임해부도심 토지 안의 몇 곳은 도쿄 도가 잠정적으로 빌려준 토지이며 10년 계약이기 때문에 당초 팔레트 타운과 오에도 온천이야기 등의 잠정시설은 각각 2010년, 2013년 폐쇄 예정이었으나, 도쿄 도와의 토지 임대 계약이 연장되어 팔레트 타운은 대리 시설이 2016년 개업 예정이라는 계획만이 있고, 오에도 온천이야기는 2015년까지 연장되었다. 그 이후도 영업 지속이 될 지는 불투명하다.
팔레트 타운이 있는 구획은 재정비하여 호텔, 오피스, 차량 전시시설 등을 포함한 복합빌딩과 신형 관람차를 건설해 2016년 3월 개업할 예정이다.

## 관광

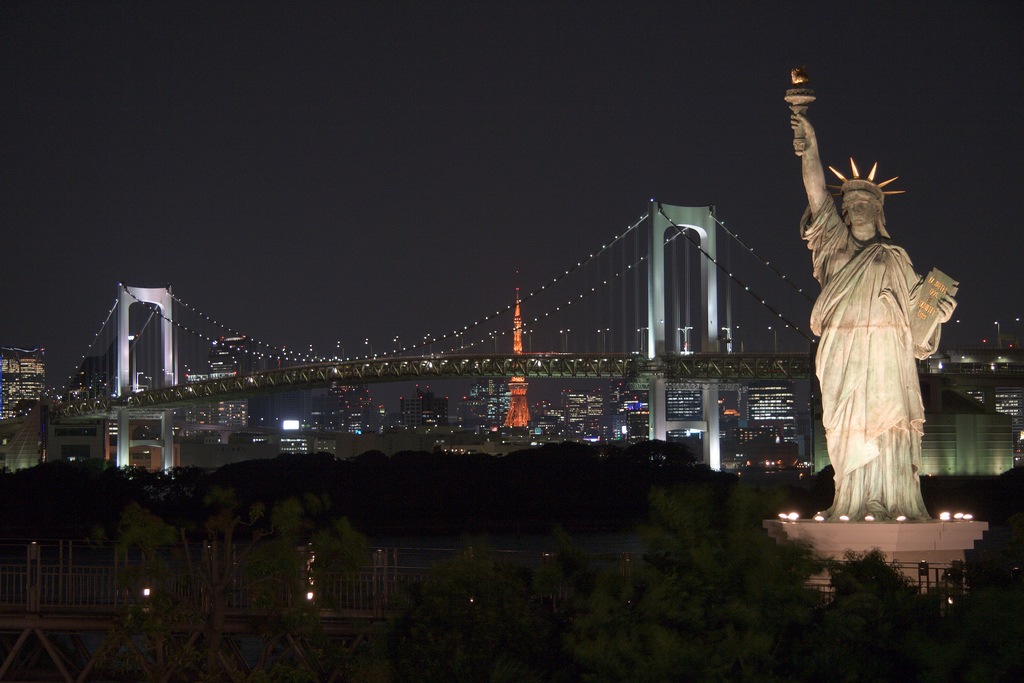
레인보우 브리지와 자유의 여신상

### 주변 문화시설 및 관광명소
- 레인보우 브리지

미나토 구 다이바
- 후지 TV
- 다이바 공원
- 오다이바 해빈공원
- 호텔 그랜드 퍼시픽 르 다이바
- 호텔 닛코도쿄
- 자유의 여신상
- 덱스 도쿄 비치
  - 도쿄 조이폴리스
- 아쿠아시티 오다이바
  - 메디아주

고토구
- 팔레트 타운
  - 비너스 포트
  - Zepp DiverCity

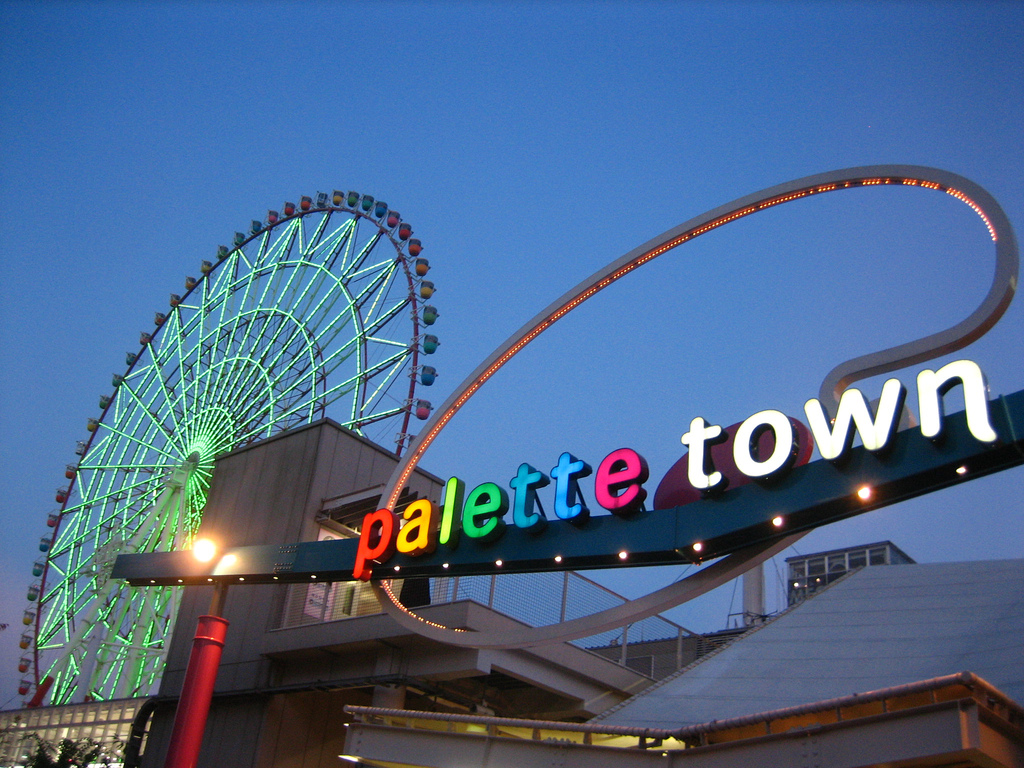
팔레트 타운

    - 다이버시티 유니콘 건담 (높이 22m의 건담 모형)

  - 팔레트 타운 대관람차
  - 도쿄 레저랜드
  - MEGAWEB
- 오에도 온천이야기
- 완간 스튜디오
- 일본 과학미래관
- 도쿄 만안경찰서
- 꿈의 대교
- 도쿄 국제전시장
- 도쿄 텔레포트 센터
- 일본 산업기술종합연구소
- 도쿄 국제교류관
- 아오미 남부두 공원

시나가와구
- 선박 과학관
  - 시사이드 풀
- 시오카제 공원

### 이벤트
- 오다이바 모험왕
- 오다이바 레인보우 불꽃놀이
- 전도신입생환영 페스티벌
- MULTIPLEX

## 교통

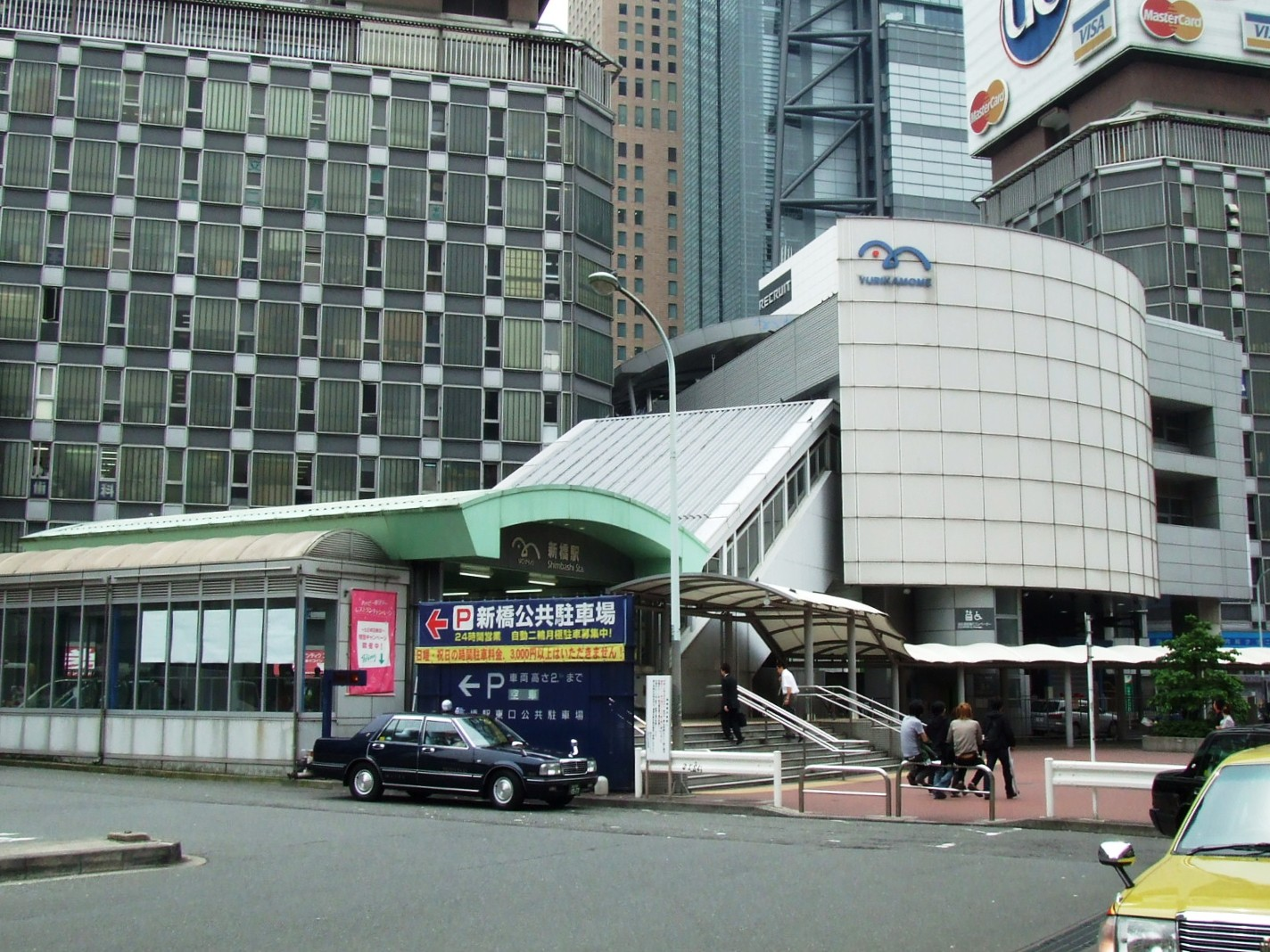
유리카모메 신바시 역

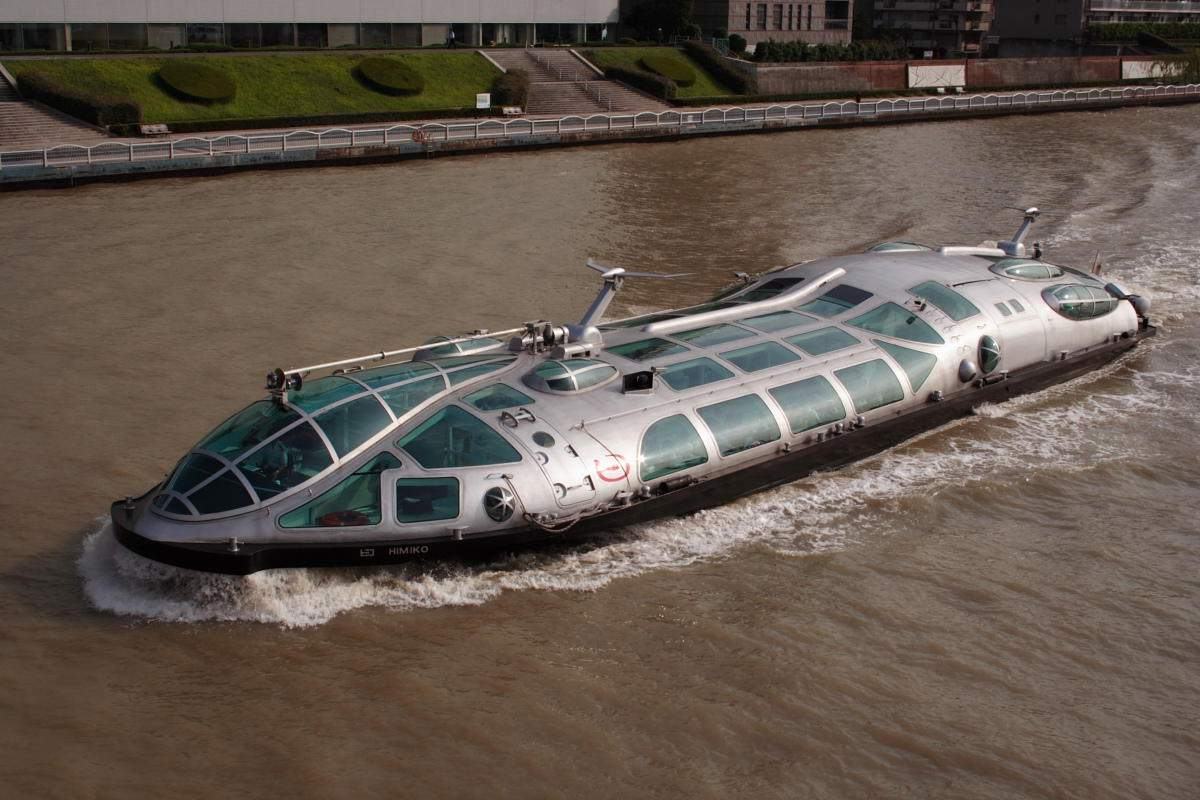
도쿄 도 관광기선의 히미코

도쿄의 수도고속도로의 2개 노선이 오다이바를 통과한다. 수도 고속 11호 다이바 선은 미나토구의 시바우라 분기점과 고토구 아리아케 분기점을 잇는 노선이며, 오다이바의 명물인 레인보우 브리지 (도쿄)를 지나간다. 반면 수도고속도로 완간선도 지나가는데 이 노선은 가나가와현 요코하마시의 가나자와구에서부터 지바현 이치카와시를잇는 노선이다.
- 린카이선 도쿄 텔레포트역
- 유리카모메 다이바역, 오다이바 해빈공원역, 선박 과학관역, 아오미역, 텔레컴 센터역 - 도쿄 순환노선인 야마노테선의 신바시역에서 유리카모메로 환승하면 오다이바로 갈 수 있다. 도쿄 관광명소 중의 하나인 레인보우 브리지를 지난다.
- 도영 버스
  - 虹01 (하마마쓰초역 ~ 도쿄 빅사이트) 외
- 게이힌 급행버스
  - 井30 (오이마치역 ~ 선박 과학관역) 외
- 히노마루 자동차흥업
  - 도쿄 베이셔틀
- 도쿄 도 관광기선
  - 수상버스 (아사쿠사 ~ 오다이바 해빈공원) 외 - 만화계의 거장 마쓰모토 레이지가 선체를 설계한《히미코》에 승선할 수 있다.
- 도쿄 도 공원협회
  - 수상버스/도쿄 수변라인 (료고쿠 ~ 오다이바 해빈공원) 외

## 갤러리

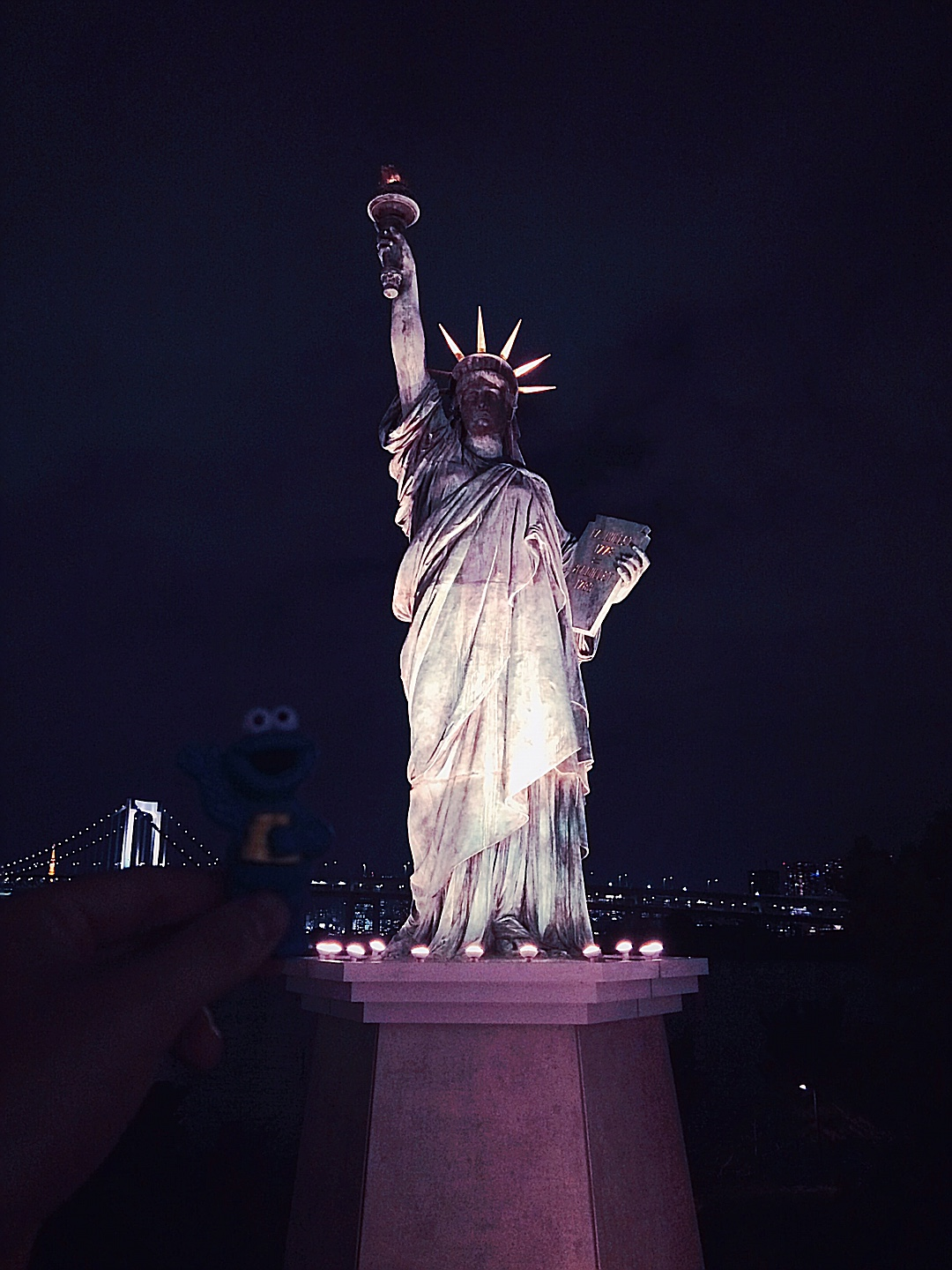
오다이바 자유의 여신상 복제본 야경
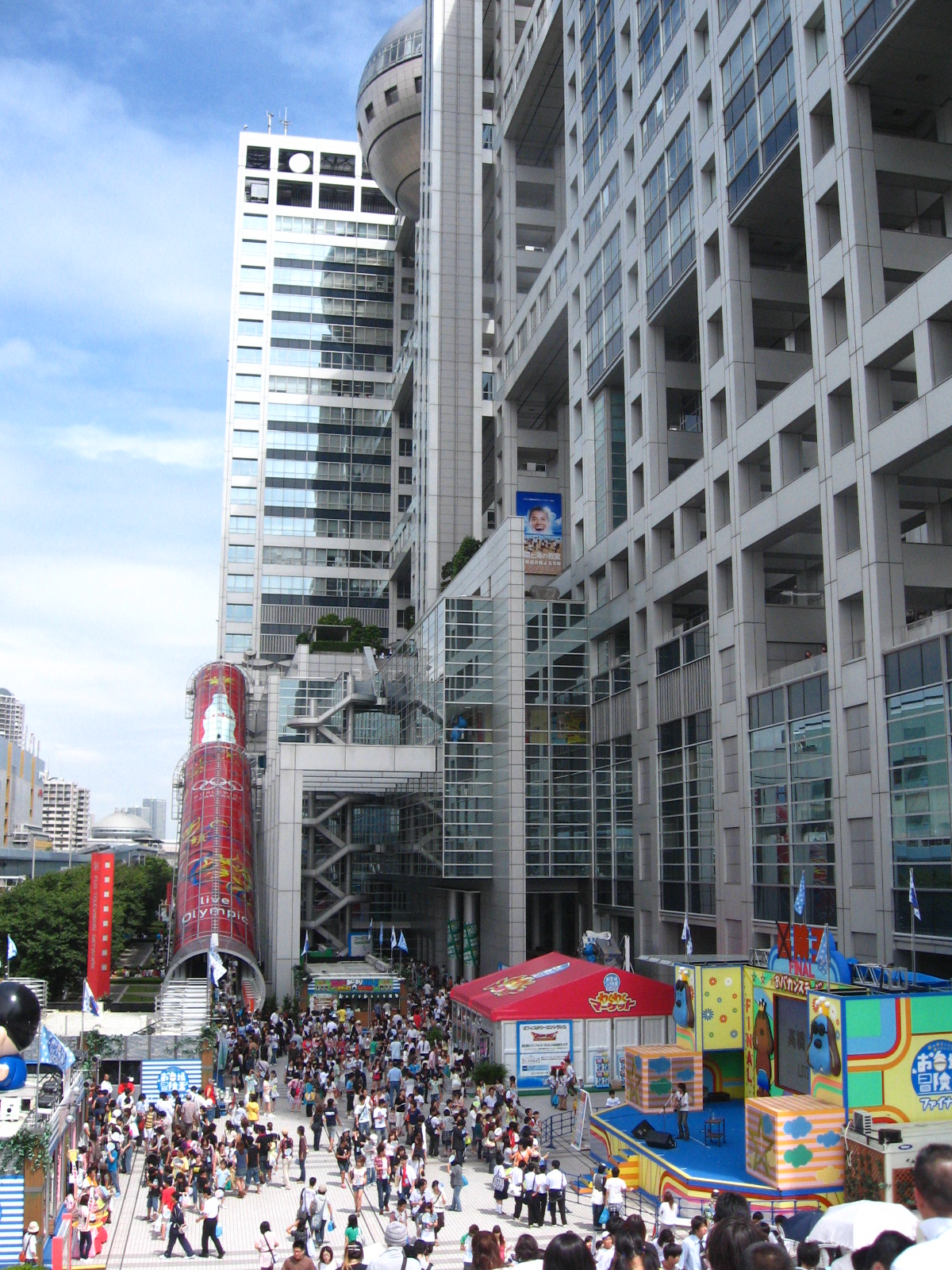
오다이바 모험왕 메인회장

## 같이 보기
- 에가와 히데타쓰
- 다이바
- 워터 프런트
- 중앙방파제내측매립지
- 중앙방파제외측매립지